# Výklenková kaple (Hlubočepy)
Výklenková kaple v Hlubočepích v Praze je zaniklá kaple, která stála v centru obce na nároží ulic Hlubočepská a Pod Žvahovem. V roce 1964 byla chráněna jako nemovitá kulturní památka České republiky.

## Popis
Výklenková kaple měla obloukovitě vyklenutou římsu, v její nice byla umístěna dřevořezba Ukřižovaného.